# Tarzan Taborda
Albano Taborda Curto Esteves, mais conhecido por Tarzan Taborda (27 de Maio de 1935 — 9 de Setembro de 2005), era natural de Aldeia do Bispo, Penamacor, no distrito de Castelo Branco.
Tarzan Taborda foi um lutador de luta livre, português, tendo sido cinco vezes campeão Mundial e quatro vezes campeão Europeu de luta. Taborda também foi bailarino no Lido de Paris e duplo em Hollywood, tendo contracenado com Brigitte Bardot, Alain Delon, John Wayne e Robert Mitchum.
Lutou em mais de 4 mil combates sem nunca ter perdido um único, tornando-se campeão Europeu 4 vezes e campeão Mundial outras 5, como referido anteriormente. Lutou também no Médio Oriente, em países como o Iraque, onde chegou a actuar em Bagdá para Saddam Hussein. Competiu até 1981.
Nos anos 90, narrava na RTP, junto de António Macedo as transmissões das lutas da então WWF.
Morreu em 9 de Setembro de 2005 com 70 anos.

## Títulos
- (5x) World Wrestling Champion
- (4x) European Wrestling Champion